# Stefán Logi Magnússon
Stefán Logi Magnússon (Reykjavík, 5 settembre 1980) è un ex calciatore islandese, di ruolo portiere.

## Carriera

### Club
Magnússon iniziò la carriera in patria, nel Víkingur. In seguito fu ingaggiato prima dal Fram Reykjavík e, successivamente, dal Bayern Monaco come giovane prospetto, ma in Germania non riuscì ad imporsi. Continuò così la carriera in vari club tra Danimarca, Svezia ed Inghilterra, oltre a diversi ritorni nel paese natio.
Il 19 luglio 2007 debuttò nelle competizioni europee per club: giocò infatti in un incontro valido per la Coppa UEFA 2007-2008 che vide contrapposte KR Reykjavík e Häcken: il match si concluse con un pareggio per uno a uno.
A luglio 2009 fu ingaggiato in prestito dai norvegesi del Lillestrøm, proveniente dal KR Reykjavík. André Hansen invece effettuò il percorso inverso. Il trasferimento di Magnússon però divenne definitivo nel giro di poco tempo. L'esordio del portiere islandese nella Tippeligaen fu datato 16 agosto, nel successo del Lillestrøm per uno a zero in casa del Vålerenga. In virtù della sua prestazione, Magnússon fu nominato migliore in campo.
In breve divenne così il portiere titolare della squadra. Il 12 febbraio 2013, passò all'Ullensaker/Kisa. A marzo 2014, venne ingaggiato dal KR Reykjavík.

### Nazionale
Magnússon giocò dodici partite per le Nazionali giovanili dell'Islanda. Nel 2008 esordì per la selezione maggiore.

## Palmarès

### Club

#### Competizioni nazionali
- Coppa d'Islanda: 1

KR Reykjavík: 2008